# Nenndrehzahl
Nenndrehzahl ist in der Technik die Drehzahl, bei der ein Motor bei Volllast die größte mögliche Leistung – die Nennleistung – abgibt.
Bei Verbrennungsmotoren sind hierfür noch Lufttemperatur und Luftdruck festgelegt; der Motor muss bestimmungsgemäß – z. B. mit dem vorschriftsmäßigen Kraftstoff – betrieben werden.
Volllast bedeutet bei Kfz-Verbrennungsmotoren, dass der Motor mit der höchsten effektiven Kraftstoffeinspritzung betrieben wird (ugs. "Vollgas").
Die erreichbare Maximaldrehzahl kann jedoch noch größer als die Nenndrehzahl sein, in diesem Fall spricht man von einem Überdrehen des Motors.
Stets unterhalb der Nenndrehzahl liegt die Drehzahl, bei der ein Motor seine maximale Kraft entfaltet, vgl. Drehmoment. Der Drehzahlbereich dazwischen wird elastischer Bereich genannt.